# Cywet

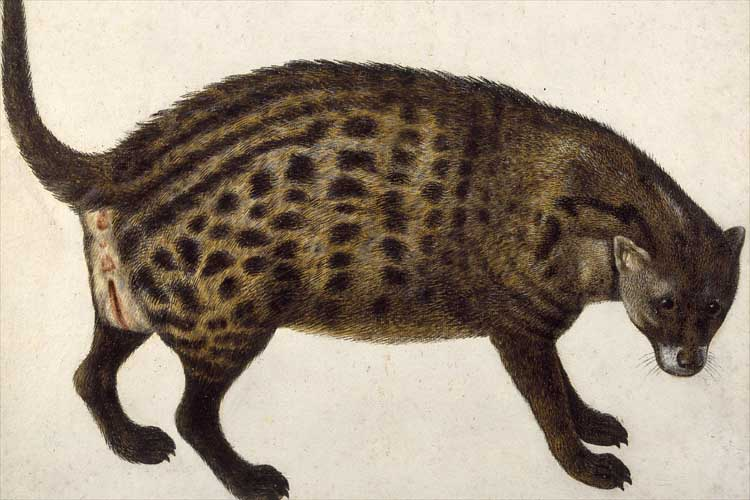
Cyweta afrykańska

Cyweton

Skatol

Cywet (Cybet) (Viverra Civetta Extract) –  ekstrakt z wysuszonych gruczołów okołoodbytniczych, wydzielających feromony, pochodzących od kilku ssaków z podrodziny wiwerowatych, nazywanych cywetami lub cybetami (np. cyweta afrykańska, Viverra civetta, Viverra zibetha). Zwierzęta zamieszkują obszar Abisynii, Gwinei, Senegalu i Indii. Istnieje możliwość operacyjnego usunięcia tego gruczołu, co uchroniłoby zwierzę przed śmiercią, jednak wysoka cena tego produktu sprawia, że zwierzęta są specjalnie do tego celu hodowane i zabijane. Istnieje jeszcze druga metoda otrzymywania cywetu, ale jest ona niezwykle okrutna i bolesna dla cywet. Zwierzęta hoduje się w bardzo ciasnych klatkach i, aby zwiększyć ilość wydzieliny gruczołowej, nieustannie się je drażni. Cywet wydzielają samce i samice. W ciągu roku można od jednego osobnika uzyskać około 250 g cywetu. Jest to substancja o żółtej barwie i o konsystencji masła. Zwykle otrzymuje się tinkturę przez kilkumiesięczną macerację rozdrobnionego wysuszonego gruczołu zimnym alkoholem etylowym lub na gorąco. Konkret i absolut wytwarza się przez ekstrakcję eterem naftowym i etanolem. Mimo okrutnych metod pozyskiwania tej substancji zapachowej obecnie w niektórych krajach Azji i Afryki nadal jest ona sprzedawana, a powodem ciągłego zainteresowania tym produktem jest brak możliwości zastąpienia go substancjami pochodzenia roślinnego czy syntetycznego.
Stosowany w przemyśle perfumeryjnym jako utrwalacz zapachów (fiksator). Zaliczany do feromonów. Głównym składnikiem cywetu jest cyweton (cybeton) – makrocykliczny keton nienasycony o nazwie systematycznej (9Z)-1-cykloheptadec-9-enon.
Główne składniki
- cyweton
- cywetol
- skatol
- związki makrocykliczne